# Licor de mirabelle
Licor de mirabelle este licor de ciruela mirabelle, es una bebida alcohólica elaborada a base de ciruela mirabelle. Se obtiene tras la maceración de semillas de ciruela mirabelle y azúcar en aguardiente incoloro. Esta bebida tiene alrededor de un 15% de alcohol. La ciruela mirabelle proviene del ciruelo mirabelle.
Se utiliza en particular para hacer kir Lorraine, añadiéndolo a un vino blanco seco, idealmente un vino de Mosela.
Este licor no debe confundirse con el aguardiente de mirabel ("l'eau-de-vie de mirabelle"), que se obtiene fermentando la fruta y luego destilando el resultado. Esta bebida suele tener un 40% de alcohol y tiene una designación regulada. Es una especialidad reciente, de finales del siglo XIX, ya que anteriormente un edicto prohibió la destilación de frutas de hueso para proteger a los viticultores de la competencia.
El licor de ciruela Mirabelle ("Liqueur de mirabelle") fue creado en Moselle.